# Tim Feehan
Tim Feehan, född 1957 i Edmonton, Alberta, är en kanadensisk singer-songwriter och producent.

## Karriär
Feehan's första band var Footloose, med vilka han spelade in hitsinglen "Leaving for Maui" 1980. Feehan fortsatte de följande åren som soloartist och fick en #1 hit i Kanada med "Never Say Die", en duett med Vikki Moss. 1984 vann han i "Alberta songwriting competition" och fick som pris göra en inspelning tillsammans med den välrenommerade kanadensiske producenten David Foster. Med Foster vid rodret spelade Feehan in singeln "Read Between the Lines" på vilken Toto's Steve Lukather medverkade på gitarr.  
Feehan flyttade sedermera till Los Angeles, och tack vare hans samarbete med Foster kunde han kort därefter landa ett skivkontrakt med Scotti Brothers Records.  Hans självbetitlande album, också det producerat av Foster, släpptes 1987 och innehöll två hitsinglar.  En av dessa, "Where's the Fire", var även med på soundtracket till kultfilmen The Wraith. Skivan resulterade i att Feehan vann två Juno Awards för  "Årets nykomling" samt "Årets mest lovande manliga vokalist". Plattan är idag en klassiker inom västkust och AOR. Feehan blev också leadsångare på David Foster's världsturné 1987, när Chicagos sångare Peter Cetera var upptagen.
I slutet av 80-talet fortsatte Feehan skriva filmmusik, bl.a. med låten "Dirty Love" till soundtracket åt Bondfilmen Licence To Kill 1989.  Han släppte sitt fjärde soloalbum, Full Contact 1990 där flera L.A.-baserade musiker medverkar, bl.a. Richard Marx. 1996 kom Feehans senaste soloalbum med nytt material, Pray For Rain.
På senare tid har Feehan skrivit och producerat två album åt Tiffany Darwish (Tiffany), bl.a. hennes album The Color of Silence ifrån 2000 och Dust Off and Dance från 2005.

## Diskografi

### Album
- Sneak Preview - 1981
- Carmalita - 1983
- Tim Feehan - 1987
- Full Contact - 1990
- Pray for Rain - 1996
- Tracks I Forgot About - 2003

### Singlar
- "Leaving for Maui" (med Footloose) - 1980
- "Never Say Die" (duett med Vikki Moss) - 1983
- "Read Between the Lines" - 1984
- "Where's the Fire" - 1987
- "Listen for the Heartbeat" - 1987
- "Mean Streak" - 1988
- "Heart in Pieces" - 1990